# Scandale Siemens

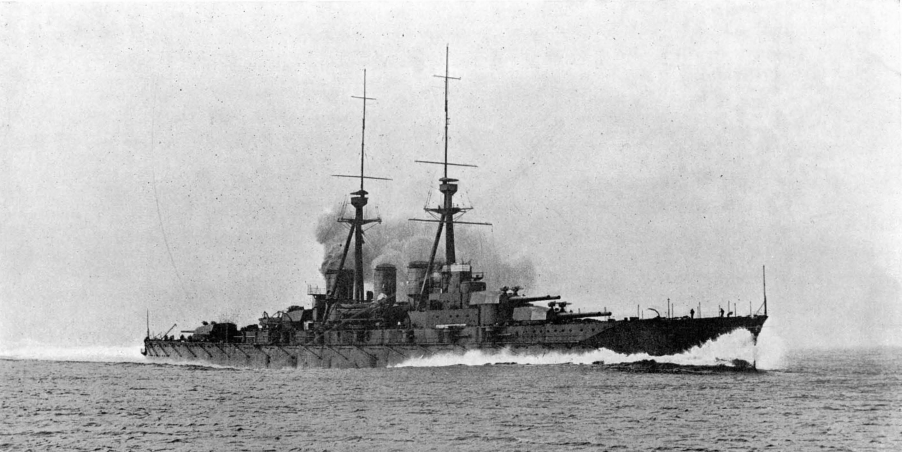
Le croiseur Kongō était au cœur du scandale.

Le scandale Siemens (シーメンス事件, Shīmensu jiken, lit. incident Siemens) de janvier 1914 est l'un des spectaculaires scandales politiques qui apparurent au Japon durant l'ère Meiji (1868-1912) et Taishō (1912-1927) et qui mena à la chute du gouvernement du premier ministre Yamamoto Gonnohyōe. Il concernait une collusion entre plusieurs membres de haut rang de la marine impériale japonaise, la compagnie britannique Vickers et le conglomérat industriel allemand Siemens.

## Histoire
La marine japonaise s'était engagée dans un important programme d'agrandissement et à l'époque, l'armement et les navires étaient importés d'Europe. Siemens avait obtenu un monopole virtuel sur les contrats de la marine japonaise en échange d'un pot-de-vin secret de 15 % pour les autorités japonaises responsables des achats.
En 1914, la firme britannique Vickers (via ses agents japonais du groupe Mitsui) propose aux autorités japonaises un marché plus avantageux avec un pot-de-vin de 25 % sur chaque achat et une prime de 40 000 yen pour le vice-amiral Matsumoto Yawara, l'ancien chef du département technique de la marine, particulièrement impliqué dans l'achat de l'équipement du croiseur Kongō,. Lorsque le siège allemand de Siemens constate le non-renouvellement du marché, il envoie un télégramme à la succursale de Tokyo pour demander une explication. Karl Richter, un employé expatrié, vole des documents incriminant qui indiquent que Siemens avait déjà payé un pot-de-vin de 1 000 livres sterling à la marine japonaise en échange d'un contrat et les vend à l'agence de presse britannique Reuters avec une copie du télégramme, avant de rentrer en Allemagne.
Les journaux japonais et en particulier l'Asahi Shinbun rapportent ensuite immédiatement les détails de ce scandale de corruption et le sujet est débattu à la diète du Japon à l'instigation du parti du Rikken Dōshikai. Les services de renseignement de l'armée, de la marine et de la kenpeitai commencent alors des enquêtes.
Le journal Japan Weekly Chronicle rapporte qu'un certain amiral Fuji du bureau des achats a confessé avoir reçu des pots-de-vin de Vickers d'un montant total de 210 000 yen en 1911 et en 1912 à plusieurs occasions, rappelant à ses lecteurs que si l'argent reçu était illégal aux yeux de la loi japonaise il l'était aussi sûrement pour la loi britannique sur la corruption (British Corrupt Practices Act) de 1906.
De grandes manifestations éclatent à Tokyo en février 1914 et sont particulièrement violentes le 10 et le 14. L'opinion publique est indignée par la révélation à grande échelle de ce programme d'agrandissement de la marine qui plombe le budget du gouvernement et par la nouvelle d'une possible augmentation d'impôt. Bien que le premier ministre Yamamoto n'était pas directement impliqué, il prit des mesures pour écarter les officiers de la marine incriminés mais l'opinion publique continua de se détériorer et il tenta d'expliquer les allégations de corruption devant la chambre des pairs.
Après que les deux chambres hautes et basses de la diète aient refusé de voter le budget de la marine de 1914, Yamamoto démissionne le 24 mars, emportant avec lui son gouvernement entier. En mai, une cour martiale militaire rétrograde de rang l'amiral Yamamoto et le ministre de la Marine et amiral Saitō Makoto, condamne plusieurs membres du département des achats de la marine à des peines de prison, et les sociétés Vickers et Siemens à de lourdes amendes et à leur bannissement de tout contrat futur.
Quand débute la Première Guerre mondiale quelques mois plus tard, la société Vickers est priée de redémarrer la production de l'équipement du Kongō et les personnalités incarcérées sont amnistiées et réhabilitées.
L'édition du 21 janvier 1914 du journal britannique The Daily Telegraph rapporte que Karl Richter a été arrêté en Allemagne pour le vol des papiers incriminant Siemens et condamné à deux ans de prison.